# Kurrimine Beach National Park
Kurrimine Beach National Park är en park i Australien. Den ligger i kommunen Cassowary Coast och delstaten Queensland, omkring 1 300 kilometer nordväst om delstatshuvudstaden Brisbane. Kurrimine Beach National Park ligger 4 meter över havet. Arean är 9,1 kvadratkilometer.
Trakten är glest befolkad. Närmaste större samhälle är South Johnstone, omkring 18 kilometer nordväst om Kurrimine Beach National Park.
Genomsnittlig årsnederbörd är 2 747 millimeter. Den regnigaste månaden är mars, med i genomsnitt 608 mm nederbörd, och den torraste är oktober, med 45 mm nederbörd.